# Гарфилд (тауншип, округ Лак-ки-Парл, Миннесота)
Гарфилд (англ. Garfield) — тауншип в округе Лак-ки-Парл, Миннесота, США. На 2000 год его население составило 187 человек.

## География
По данным Бюро переписи населения США площадь тауншипа составляет 96,4 км², из которых 96,3 км² занимает суша, а 0,1 км² — вода (0,11 %).

## Демография
По данным переписи населения 2000 года здесь находились 187 человек, 65 домохозяйств и 52 семьи.  Плотность населения —  1,9 чел./км².  На территории тауншипа расположено 73 постройки со средней плотностью 0,8 построек на один квадратный километр. Расовый состав населения: 100,00 % белых.
Из 65 домохозяйств в 35,4 % воспитывались дети до 18 лет, в 76,9 % проживали супружеские пары и в 18,5 % домохозяйств проживали несемейные люди. 16,9 % домохозяйств состояли из одного человека, при том 7,7 % из — одиноких пожилых людей старше 65 лет. Средний размер домохозяйства — 2,88, а семьи — 3,23 человека.
33,7 % населения — младше 18 лет, 4,3 % — в возрасте от 18 до 24 лет, 26,2 % — от 25 до 44, 20,3 % — от 45 до 64, и 15,5 % — старше 65 лет. Средний возраст — 35 лет. На каждые 100 женщин приходилось 114,9 мужчин.  На каждые 100 женщин старше 18 приходилось 113,8 мужчин.
Средний годовой доход домохозяйства составлял 40 625 долларов, а средний годовой доход семьи —  45 625 долларов. Средний доход мужчин —  26 875  долларов, в то время как у женщин — 20 417. Доход на душу населения составил 25 220 долларов. За чертой бедности находились 4,1 % семей и 5,4 % всего населения тауншипа, из которых 9,0 % младше 18 лет.